# Eckard Rehbinder
Eckard Rehbinder (* 15. Dezember 1936 in Potsdam) ist ein deutscher Rechtswissenschaftler.

## Leben
Eckard Rehbinder studierte von 1956 bis 1960 Rechtswissenschaften an der Johann Wolfgang Goethe-Universität Frankfurt am Main und der FU Berlin. 1960 absolvierte er das Referendarexamen und war anschließend als wissenschaftliche Hilfskraft am Frankfurter Institut für Ausländisches und Internationales Wirtschaftsrecht tätig. 1964 legte er das Assessorexamen ab und wurde in Frankfurt promoviert mit einer Dissertation über „Extraterritoriale Wirkungen des Gesetzes gegen Wettbewerbsbeschränkungen“. Danach arbeitete er als wissenschaftlicher Assistent an der Universität Frankfurt, unterbrochen von Studienaufenthalten an den juristischen Fakultäten der Georgetown University und University of California, Berkeley. 1968 habilitierte er sich in Frankfurt mit der Schrift „Konzernaussenrecht und allgemeines Privatrecht: Eine rechtsvergleichende Untersuchung nach deutschem und amerikanischem Recht“ für Bürgerliches Recht, Handels- und Wirtschaftsrecht, Internationales Privatrecht und Rechtsvergleichung. Sowohl seine Promotion als auch seine Habilitation wurde von Heinrich Kronstein betreut.
Von 1969 bis 1972 war Rehbinder ordentlicher Professor für Zivil-, Handels- und Wirtschaftsrecht an der Universität Bielefeld, die letzten zwei Jahre zudem Prorektor. Von 1972 bis 2005 lehrte er als Universitätsprofessor für Wirtschaftsrecht, Umweltrecht und Rechtsvergleichung an der Universität Frankfurt am Main. 1981/1982 war er dort Dekan des Fachbereichs Rechtswissenschaften. Von 1974 bis 2002 war er Mitdirektor des Instituts für Ausländisches und Internationales Wirtschaftsrecht. Er hatte Gastprofessuren an der University of Michigan, der University of California, Berkeley, und dem Europäischen Hochschulinstitut in Florenz inne.
Eckard Rehbinder engagiert sich insbesondere für das Umweltrecht, das er als Fach maßgeblich mitbegründet hatte. Ab 1971 gehörte er der Senatskommission für Umweltrecht der Deutschen Forschungsgemeinschaft und ab 1972 dem International Council of Environmental Law an. Von 1978 bis 1982 saß er im Hessischen Umweltbeirat. Er war von 1987 bis 2000 Mitglied des Sachverständigenrats für Umweltfragen (Vorsitzender 1996 bis 2000). Er ist Mitglied der Forschungsstelle für Umweltrecht der Universität Frankfurt (Mitdirektor 1989). 1978 wurde Rehbinder mit dem Prix Elisabeth Haub für Umweltrecht der Université libre de Bruxelles auszeichnet. 2004 erhielt er den Bruno H. Schubert-Preis der Bruno H. Schubert-Stiftung. Nach der Auflösung des Kuratoriums des Freiburger Öko-Instituts, dem Rehbinder seit dessen Gründung bis 2020 angehört hatte, wurde ihm die Ehrenmitgliedschaft im Öko-Institut e. V. verliehen.

## Schriften (Auswahl)
- Grenzen und Chancen einer ökologischen Umorientierung des Rechts. Frankfurt am Main 1989, ISBN 3-88939-325-X.
- Das Vorsorgeprinzip im internationalen Vergleich. Düsseldorf 1991, ISBN 3-8041-3070-4.
- Vertragsgestaltung. Berlin 1993, ISBN 3-472-01535-7.
- Das Vollzugsdefizit im Umweltrecht und das Umwelthaftungsrecht.  Leipzig 1996, ISBN 3-929031-85-X.
- mit Alexander Schink (Hrsg.): Grundzüge des Umweltrechts. 5., völlig neu bearbeitete und erweiterte Auflage, Erich Schmidt Verlag, Berlin 2018, ISBN 978-3-503-17721-9.
- Climate damages and the ‘Polluter Pays’ Principle. In: Wolfgang Kahl, Marc-Philippe Weller (Hrsg.): Climate change litigation. A Handbook. C.H. Beck, Hart, Nomos, München, Oxford, Baden-Baden 2021, ISBN 978-3-406-74389-4, S. 45–61 (englisch).